# Всеукраїнське жіноче товариство імені Олени Теліги
Всеукраїнське жіноче товариство імені Олени Теліги — українська феміністична громадська і культурно-просвітницька організація. Заснована в 1994 році Ольгою Кобець та Надією Миронець з метою продовження прогресивних традицій українського феміністичного руху. Голова товариства з 27 жовтня 2019 року — Тетяна Котенко.

## Історія
6 липня 1993 року на зустрічі Віри Смереки (голови товариства імені Олени Теліги в Бедфорді, Англія) та Ольги Кобець (тоді завідувачки міжнародного відділу часопису «Українське слово») вперше обговорювалось питання створення жіночої організації в незалежній Україні.
9 червня 1994 року відбувся перший установчий з'їзд, який задекларував утворення Всеукраїнського жіночого товариства імені Олени Теліги.
У січні 1995 року організація була офіційно зареєстрована Міністерством юстиції України.

## Діяльність
До основних завдань Товариства належать ліквідація всіх форм дискримінації жінок, поширення знань про права жінок в Україні, сприяння патріотичному вихованню нових поколінь українського народу, піднесення культурного рівня та добробуту українства.
За час існування Товариство організувало кілька міжнародних і всеукраїнських конференцій, зокрема «Від емансипації — до фемінізму» (1994), «Громадське та духовне покликання жінки» (1997), «Жіночий рух в Україні та процеси державотворення» (2000), «Європейський союз і НАТО — випробування для України» (2001) та ін. 
Товариство брало активну участь у розробці Національної програми збереження репродуктивного здоров'я.
У 1998 році Товариством було засновано журнал «Жіночий світ», в тому числі присвячений і висвітленню його діяльності.

## Відомі членкині
- Тетяна Котенко — провідна археографка відділу джерел з новітньої історії України Інституту української археографії та джерелознавства ім. М. С. Грушевського Національної академії наук України, голова ВЖТ ім. Олени Теліги ( з 27 жовтня 2019 року);
- Ольга Кобець — шеф-редакторка (з 05.1999) журналу «Жіночий світ»; голова Всеукраїнського жіночого товариства імені Олени Теліги (1994-2019); заступниця голови Національної ради жінок України (з 03.1999); член Проводу ОУН (1994–2013); член президії Центральної ради УНП «Собор» (тепер Республіканська платформа) (з 12.1999). Народна депутатка України 4-го скликання;
- Надія Миронець — українська історикиня, докторка іст. наук, професорка, заслужена працівниця народної освіти України, лауреатка Міжнародної літературно-мистецької премії імені Олени Теліги та премії Ліги українських меценатів імені Дмитра Нитченка, завідувачка відділу Інституту української археографії та джерелознавства імені Михайла Грушевського НАН України (2001–2012), одна з засновниць ВЖТ ім. Олени Теліги, багаторічна заступниця голови й голова Київського міського відділення Товариства[7][8];
- Марія Дмитрієнко — українська історикиня;
- Валентина Купріна — українська співачка;
- Світлана Мирвода — українська бандуристка;
- Ярослава Плав'юк — українська громадська діячка;
- Людмила Ромен — українська поетеса;
- Леся Степовичка — українська перекладачка;
- Ніна Саєнко  — українська мисткиня.

### Голови ВЖТ
- Ольга Кобець (1994—2019 рр.)
- Лариса Ляхоцька (2007—2016 рр.),
- Ніна Кислицька (2016—2020 рр.),
- Тетяна Котенко (з 27 жовтня 2019 року).

### Очільниці регіональних осередків
- Ніна Марченко, голова Київського міського відділення ВЖТ,
- Тетяна Хуторна, голова Дніпропетровської обласної організації ВЖТ,
- Надія Ярема, голова Тернопільської обласної організації,
- Ольга Рябченко, Голова Харківської обласної ВЖТ,
- Ніна Аскерова, голова Чернігівської обласної організації ВЖТ,
- Ірина Шередько, голова Київської обласної ВЖТ,
- Тетяна Шаленко, голова Львівської обласної ВЖТ.